# رامون مايريجر
رامون مايريجر (بالإسبانية: Ramón Mayeregger)‏ مواليد 26 فبراير 1934 في أسونسيون، هو لاعب كرة قدم باراغواياني. يلعب في حراسة المرمى. سبق له أن لعب في كأس العالم لكرة القدم مع منتخب بلاده في مونديال 1958.

## المسيرة الاحترافية

### أندية لعب لها
- ناسيونال أسونسيون

## روابط خارجية
- رامون مايريجر على موقع الاتحاد الدولي (مؤرشف)  (الإنجليزية)
- رامون مايريجر على موقع قاعدة بيانات كرة القدم.إي يو (الإنجليزية)